# عباد شارونة
قرية عباد شارونة هي إحدى القرى التابعة لمركز مغاغة بمحافظة المنيا في جمهورية مصر العربية. حسب إحصاءات سنة 2006، بلغ إجمالي السكان في عباد شارونة 9649 نسمة، منهم 4811 رجلا و4838 امرأة.